# Jewel Quest
A Jewel Quest egy logikai játék melynek fejlesztője és kiadója egyaránt az iWin. Kezdetben Windows operációs rendszerre jelent meg 2004-ben, majd mobiltelefonokra és Xbox 360-ra is megjelent, a Nintendo DS változat pedig Jewel Quest: Expeditions címmel 2007-ben jelent meg. A játékhoz számos folytatás és mellékszál (spin-off) jelent meg. A Jewel Quest később sorozattá bővült és több platformra is kiadták, valamint új játékmódok jelentek meg.

## Játékmenet
A játék alapvetően egy (36 részből álló) négyzethálós pályán játszódik, amin különféle szimbólumok láthatóak. A játékos célja, hogy három vagy több azonos elemet párosítson össze, amit két szomszédos szimbólum felcserélésével érhet el. Ha ez teljesül az párosított elemek eltűnnek, a pálya azon részének háttere aranyozottá válik, felülről pedig újabbak érkeznek. A játékos azután haladhat tovább a következő pályára miután a teljes játékmező arany színre vált. Ha ezt a megadott korlátok között nem sikerül teljesíteni vagy cserélési lehetőségei megszűntek, akkor egy életpontot elveszít, és újra kell kezdeni az adott szintet. A feladatot később számos akadály nehezíti: néhány szimbólumot több alkalommal is össze kell párosítani vagy egyes négyzetek nehezen elérhető helyre kerülnek. A párosításokért a játékos pontokat kap, ami függ az egyszerre párosított elemek számától, illetve az eltűnő elemek következtében kialakuló további párok számától.
A későbbi pályákon nehezítésképp elátkozott szimbólumok is feltűnnek, amik összepárosítása pontlevonással, illetve az aranyozott terület megszüntetésével jár. (Ha egy másik párosítás miatt kerülnek egymás mellé ezek az elemek, az nem jár negatív következménnyel.) 50 ezer pont megszerzése esetén a játékos egy újabb életerőponttal gazdagodik.
A játékban összesen 180 szint található, a körítése pedig maja kultúra jegyeit viseli magán. A pályák többszöri teljesítésével újabb nehézségi szintek nyílnak meg. Miután a játékos egyet sikeresen befejez, újabb naplóbejegyzéseket olvashat, amik a főszereplő, Rupert történetének elmesélésében segítenek.

## Játékok

### Windows

#### Párosítás
| Jewel Quest                      | 2005. február 9.   |
| Jewel Quest 2                    | 2007. február 9.   |
| Jewel Quest 3                    | 2008. június 12.   |
| Jewel Quest: Heritage            | 2009. december 10. |
| Jewel Quest: The Sleepless Star  | 2010. október 7.   |
| Jewel Quest: The Sapphire Dragon | 2011. október 20.  |

#### Kártyajátékok
| Jewel Quest Solitaire   | 2007. augusztus 28. |
| Jewel Quest Solitaire 2 | 2007. augusztus 28. |
| Jewel Quest Solitaire 3 | 2009. március 5.    |

#### Elrejtett tárgyak keresése
| Jewel Quest Mysteries: Curse of the Emerald Tear     | 2008. szeptember 11. |
| Jewel Quest Mysteries 2: Trail of the Midnight Heart | 2009. július 16.     |
| Jewel Quest Mysteries 3: The Seventh Gate            | 2011. április 1.     |
| Jewel Quest Mysteries 4: The Oracle of Ur            | 2012. március 9.     |

### Konzolos változatok
| Jewel Quest                | Xbox 360    | 2006. március 3.    | Párosítás                           |
| Jewel Quest Expedition     | Nintendo DS | 2008. február 1.    | Párosítás                           |
| The Quest Trio             | Nintendo DS | 2008. augusztus 26. | Párosítás, kártyajáték              |
| Jewel Quest Mysteries      | Nintendo DS | 2009. november 3.   | Rejtett tárgyak keresése            |
| Jewel Quest Trilogy        | Wii         | 2011. február 4.    | Párosítás, rejtett tárgyak keresése |
| Jewel Quest Solitaire Trio | Nintendo DS | 2011. február 11.   | Kártyajáték                         |

### Mobil változatok
| Jewel Quest 3: World Adventure                   | Mobiltelefon | 2010 | Párosítás                |
| Jewel Quest Mysteries: Curse of the Emerald Tear | iPhone       | 2010 | Rejtett tárgyak keresése |
| Jewel Quest                                      | iPhone, iPad | 2010 | Párosítás                |